# Abel Kirui
Abel Kirui (ur. 4 czerwca 1982) – kenijski lekkoatleta, maratończyk.
Pierwszy raz w ogólnoświatowej imprezie lekkoatletycznej wziął udział podczas mistrzostw świata w Berlinie w 2009, gdzie z czasem 2:06:54 triumfował w biegu maratońskim. Tytuł mistrza świata w maratonie obronił w Daegu (2011). Srebrny medalista igrzysk olimpijskich w Londynie (2012).
Z powodu kontuzji nie wziął udziału w mistrzostwach świata w Moskwie (2013).

## Rekordy życiowe
- maraton – 2:05:04 (2009)